# Carl Wilhelm Götzloff
Carl Wilhelm Götzloff (Dresda, 27 settembre 1799 – Napoli, 18 gennaio 1866) è stato un pittore tedesco.

## Biografia

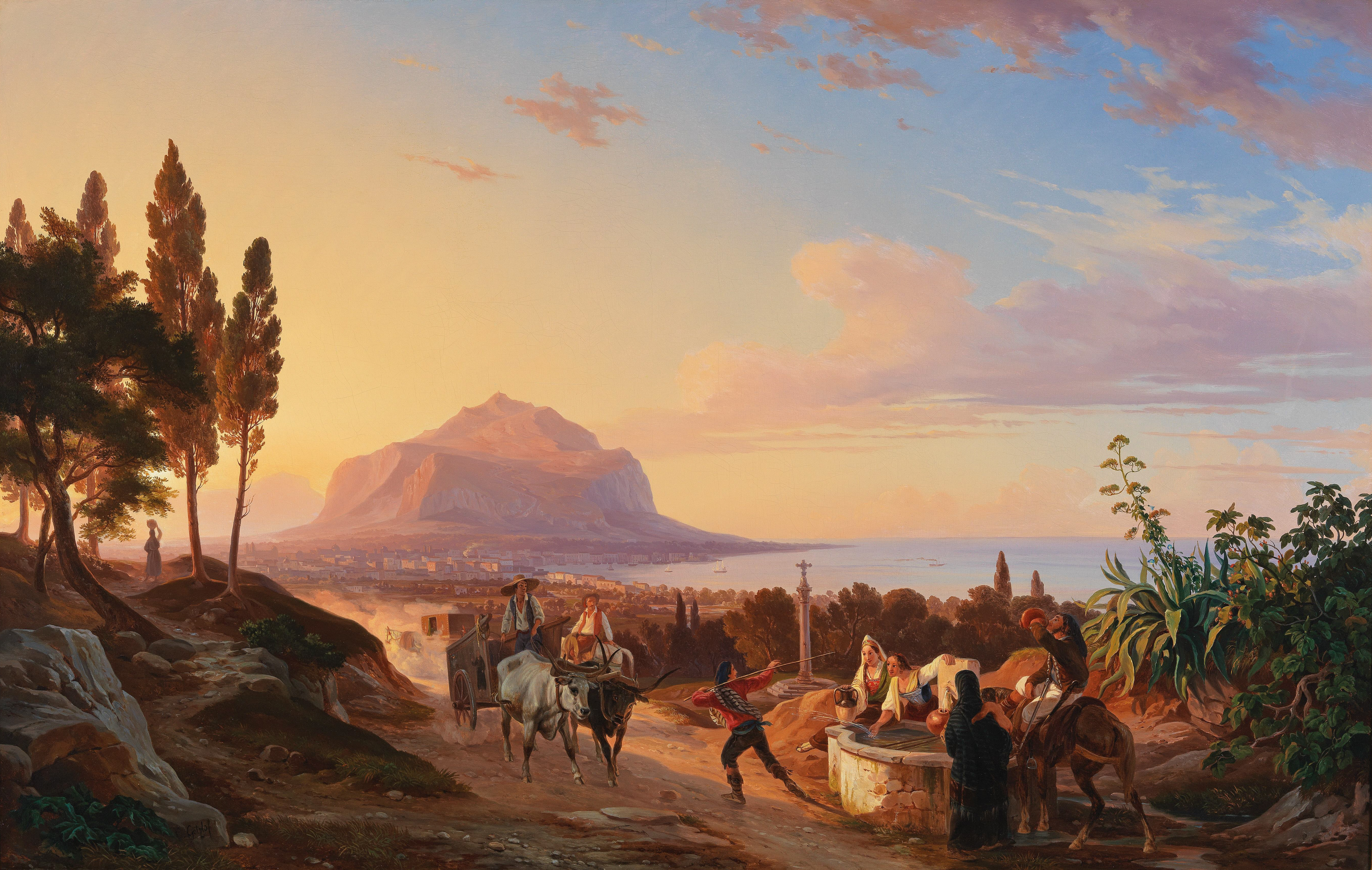
Vista di Palermo e del Monte Pellegrino (1860)

Tra il 1814 ed il 1821, Götzloff si iscrisse all'Accademia di Belle Arti di Dresda, dove poté studiare tecnica pittorica con maestri quali Johan Christian Dahl, Caspar David Friedrich,  Johann Adolf Darnstedt e Friedrich Christian Klass. Le opere di Dahl raffiguranti l'eruzione del Vesuvio ebbero probabilmente un influsso sull’immaginazione del giovane e sulla sua formazione artistica.
Nel 1820, a soli 19 anni, alcune opere del giovane studente ebbero l'onore di essere esposte proprio nell’accademia di Dresda dove studiava, suscitando l'interesse del pubblico. In quell'anno vinse la borsa di studio per un viaggio di istruzione attraverso la Germania, la Svizzera e l'Italia, spingendosi fino a Roma. Al viaggio si unì il compagno di studi Anton Josef Dräger. Ulteriori viaggi furono condotti nel marzo 1822 a Tivoli e Frascati, e da giugno a novembre di quello stesso anno, ai colli Albani, dove conobbe Joseph Anton Koch. Ulteriori viaggi di studio seguirono nel 1823 e nel 1824 e lo condussero nel Golfo di Napoli. Verso la fine del 1824 intraprese un viaggio in Sicilia e Malta a seguito del barone Karl Friedrich von Emich Üxküll-Gyllenband (1755-1832), un ricco collezionista d'arte che seppe spingere il giovane pittore verso quei panorami italiani che presto sarebbero diventati il principale soggetto ispiratore delle sue tele.

### Permanenza a Napoli

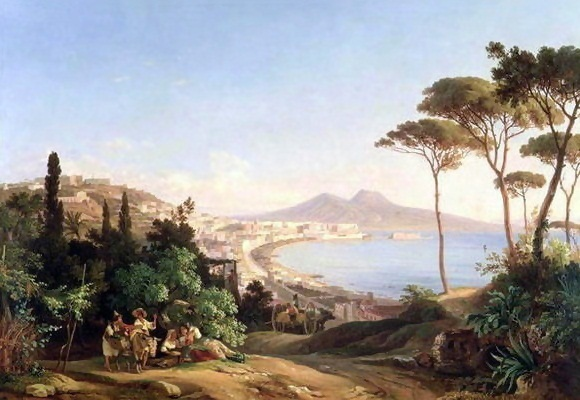
Vista di Napoli e del Vesuvio (1837)

Il barone Üxküll-Gyllenband divenne presto il primo vero mecenate di Götzloff, commissionandogli diverse opere pittoriche con soggetti italiani. Come conseguenza di tale rapporto artistico,  Götzloff a partire dal 1825 si trasferì a Napoli. Qui ebbe contatto con Ludwig Richter, Ludwig von Maydell, Johann Nikolaus Hoff, Johann Heinrich Schilbach e Hans Georg Haderer, con i quali ha compiuto frequenti escursioni sul Vesuvio per dipingere.
Dal 1826 la sua residenza a Napoli fu a vicoletto Vasto a Chiaia n. 15, dove erano alloggiati anche insieme Anton van Sminck Pitloo (1790-1837), Giacinto Gigante (1806-1876) e Teodoro Duclere (1816-1867).
Il 1º aprile 1835 fu nominato pittore di corte di Ferdinando II, re delle Due Sicilie.

### Matrimonio e figli
L'11 dicembre 1835 si sposò a Dresda con Louisa Chentrens. Da questa unione nascono quattro figli: Hugo Richard (nato 9 agosto 1836 a Napoli), Karl Hermann (9 agosto 1838), Guido Edmondo (8 gennaio 1841) e Albert Oscar.

### Difficoltà finanziarie e morte
Nel 1848, per sfuggire alle turbolenze connesse ai moti rivoluzionari che avevano infiammato l'Europa ed erano giunti anche nel regno delle Due Sicilie, si spostò con la famiglia a Sorrento. Nello stesso periodo decise che fosse il momento di rientrare in Germania, chiedendo all'amico August Kestner di trovargli lavoro a Berlino. Accompagnò il 4th Regimento Bernese nella conquista di Catania (Aprile, 1849) e fece ritorno a Napoli nel 1850, dove il suo primogenito Hugo Richard morì a marzo. Nel 1852 divenne cavaliere dell'Ordine di Leopoldo, re del Belgio. La moglie morì nel 1855.
Le speranze di un rientro in Patria vennero tuttavia distrutte quando non riuscì a vendere alcuni dei quadri che aveva spedito nel 1861 ad una esibizione artistica a Dresda. Già in difficoltà economiche, le sue finanze furono messe a dura prova quando fu costretto a pagare un riscatto per la liberazione del figlio, rapito da dei banditi. Morì in povertà a Napoli il 18 gennaio 1866.